# 手术刀

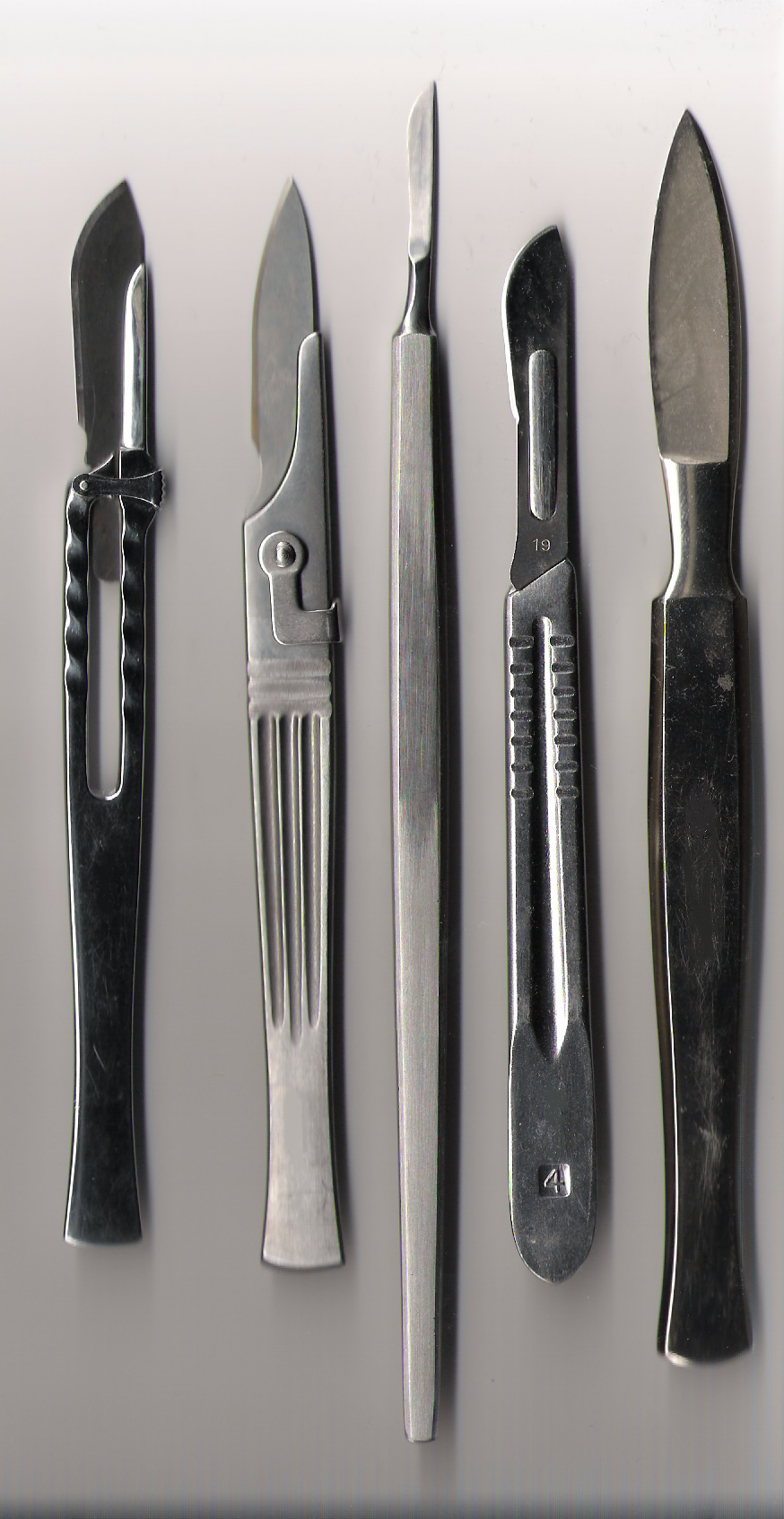
各種手術刀

手術刀，在汉语雅稱柳葉刀，是根據它的形狀來稱呼的名字。是一種做外科手術時用來切割的一種醫療器械。

## 結構
一把手術刀由一個刀柄和一個刀刃組成，大部分都以不銹鋼製造。刀刃可以有多種形式（比如右手側的，彎曲的，鐮刀狀的等等），刀刃可以更換。
它非常鋒利，切割起來不必花費力氣。手術刀只可以單獨使用。一般用塑膠包裝，也可以用金屬包裝。這種情況手術刀片只能一次性使用，刀柄經清洗及高溫消毒後可重複使用。

## 電刀（高频手术设备）
有的手術刀是電動的。用手術刀的刀尖來切割組織。這種器械如果操作者不輸入脈衝就不會執行操作。它能通過灼燒被切割的靜脈和小的動脈來防止出血。脈沖可以通過其它的外科醫療器械的把手來傳導，然後傳遞給電動手術刀並對動脈進行灼傷。電動手術刀缺點是會留下燒痕，因此在第一次切入的時候在皮膚層效果並不好。